# نولان باتريك
نولان باتريك (بالإنجليزية: Nolan Patrick)‏ (و. 1998  م) هو لاعب هوكي الجليد كندي، ولد في وينيبيغ.
.

## روابط خارجية
- نولان باتريك على موقع دوري الهوكي الوطني (الإنجليزية)
- نولان باتريك على موقع EliteProspects.com (الإنجليزية)
- نولان باتريك على موقع HockeyDB.com (الإنجليزية)
- نولان باتريك على موقع Hockey-Reference.com (الإنجليزية)